# Leather and Lace
Leather and Lace è il quarantunesimo album di Waylon Jennings, realizzato assieme a Jessi Colter nel febbraio del 1981 e prodotto dallo stesso Jennings e Richie Albright.

## Tracce
Lato A
1. You Never Can Tell (C'est la vie) – 3:12 (Chuck Berry)
2. Rainy Seasons – 2:34 (Jessi Colter, Basil McDavid)
3. I'll Be Alright – 1:53 (Waylon Jennings, Jerry Bridges, Michael Lawley)
4. The Wild Side of Life/It Wasn't God Who Made Honky Tonk Angels – 3:20 (William Warren, Arlie A. Carter)
5. Pastels and Harmony – 3:18 (Gordon Payne, Bee Spears)

Lato B
1. I Believe You Can – 2:56 (Jessi Colter, Basil McDavid)
2. What's Happened to Blue Eyes – 2:32 (Jessi Colter)
3. Storms Never Last – 3:04 (Jessi Colter)
4. I Ain't the One – 2:25 (Jessi Colter)
5. You're not My Same Sweet Baby – 3:47 (Mickey Newbury)

## Musicisti
- Waylon Jennings - voce, chitarra
- Gordon Payne - chitarra
- Bucky Wilkin - chitarra
- Pete Wade - chitarra
- Sonny Curtis - chitarra
- Ralph Mooney - steel guitar, dobro
- Berny Robertson - tastiere
- Charlie McCoy - armonica
- Norbert Putnam - basso
- Jerry Bridges - basso
- Kenneth Buttrey - batteria, percussioni
- Richie Albright - batteria, percussioni
- Carter Robertson - accompagnamento vocale